# تاو تاو
تاو تاو مسلسل أنيمي يتكون من 26 حلقة عُرض على تلفزيون أُوساكا بداية من 7أكتوبر 1983 إلى 30 مارس 1984. سبقه فيلم للأنمي عرض قبل بداية المسلسل، حيث عرض الفلم في 26 ديسمبر 1981. صدر جزء ثان للمسلسل بنفس العنوان بدء من 9 أكتوبر 1984 إلى 9 أبريل 1985. وهو عمل صيني ياباني مشترك، كما تمت دبلجة العمل إلى أكثر من لغة من ضمنها اللغة العربية. تاو تاو تم عرضه على قناة تلفزيون العراق والكويت وقنوات تلفزيونية محلية عربية أخرى في الثمانينات، تمت الدبلجة بالأردن .

## نبذة عن المسلسل
في أحد الاودية البعيدة في الصين يعيش باندا صغير في غابات الخيزران مع أصدقائه ووالدته حيث يخوض المغامرات مع أصدقائه الحيوانات ويستمعون إلى القصص التي ترويها لهم أمّه، الباندا الأمّ.

## ترتيب الحلقات بإصدارات الـDVDs
- (الدي في دي 1) الحلقات 1-4

1- قصّة الغراب الذي أراد أن يكون كـنقّار الخشب
2- قصّة الأرنب الذي آذى الأسد
3- قصّة الأفعى الواثقة بنفسها
4 - قصّة الأخوات الضفدعات الممتلئات الثلاثة.
- (الدي في دي 2) الحلقات 5-8

5 - قصّة ملك التماسيح وزوجته المريضة
6 - قصّة الأرنب الذي نشر إشاعة كبيرة
7 - قصّة الجمل الأبيض
8 - قصّة الخفاش الحذر.
- (الدي في دي 3) الحلقات 9-12

9 - قصّة العقاب المغرور
10 - قصّة يوم هجرة الطيور
11 - قصّة مغامرة السمكة الصغيرة
12 - قصّة حول حفلة زفاف الجنّيات.
- (الدي في دي 4) الحلقات 13-16

13 - قصّة الأصدقاء الغير عاديين
14 - قصّة المشكلة الصعبة التي أزعجت الفأر
15- قصّة حول دوارة الرياح الأنانية
16 - القصّة حول فراشة السخط
- (الدي في دي 5) الحلقات 17-21

17- قصّة صغار الخنزير الثلاثة
18 - قصّة حمار وحشي
19 - قصّة طير قوس قزح
20 - قصّة الكلب الصغير والعظمة الكبيرة
21 - قصّة السلحفاة الثرثارة.
- (الدي في دي 6) الحلقات 22-26

22- قصة البطة الصغيرة القبيحة
23 - قصة البومة و رياح الشمال
24 - قصة القط ذو الجزمة
25 - قصة هدية السمكة
26 - قصة الجنّيات المفقودات.

## روابط خارجية
- تاو تاو على موقع IMDb (الإنجليزية)
- تاو تاو على موقع قاعدة بيانات الفيلم (الإنجليزية)
- تاو تاو على موقع كينوبويسك (الروسية)
- تاو تاو على موقع ألو سيني (الفرنسية)
- تاو تاو على موقع قاعدة بيانات الفيلم (الإنجليزية)
- تاو تاو على موقع ANN anime (الإنجليزية)